# Conus characteristicus
Conus characteristicus é uma espécie de gastrópode do gênero Conus, pertencente a família Conidae.